# Mende (Franciaország)
Mende - város Franciaország déli részén, Okcitánia régióban, Lozère megye székhelye (prefektúrája). Az ősi város, mely a Mimat-hegy lábánál a 3. században alakult ki, egyike Franciaország történelmi városainak. A Lot völgyében, a Francia-középhegységben elhelyezkedő kisváros a történelmi Gévaudan székhelye volt és egyben püspöki székhely. 2010-ben 12 140 lakosa volt, ezzel a megye legnépesebb települése.

## Fekvése
Mende Lozère megye közepén, a Lot-folyó partján terül el. Közigazgatási területe 36,56 km², melynek magassága 691 és 1236 m között változik. A Lot völgye mintegy 700 m magasan fekszik, délről a Causse de Mende mintegy 1000 m magas mészkőfennsíkjának letörése, északról a Margeride-hegység gránitvonulatai határolják. Mende azon a geológiai választóvonalon fekszik, mely a megye déli, nagyrészt mészkőfennsíkokból (causse-ok) álló részét az északi, elsősorban óidei gránitból álló Margeride-től elválasztja. Bár elsősorban a Lot völgye alkotja ezt a választóvonalat, a várostól nyugatra elterülő Causse de Changefège a mészkőfennsíkok legészakibb előőrseként a Lot-tól északra húzódik. A Causse de Mende déli peremén közvetlenül a belváros fölé emelkedik a történelmi nevezetességű Mont Mimat (1067 m). A községterület 44%-át (1616 hektár) erdő borítja.
A környéken számos szórványtelepülés található, a következők tartoznak közigazgatásilag Mende-hoz: Bahours, Chabrits, Chanteruéjols, Le Mas, Sirvens. Éghajlatában a mediterrán (meleg, napsütéses nyarak) és óceáni hatások keverednek, de erősen rányomja bélyegét a hegyvidéki éghajlat is. Bár a környezetéhez képest védettebb helyen fekszik, gyakoriak a havas, hideg telek.
Északról Chastel-Nouvel, Rieutort-de-Randon és Servières, keletről Badaroux, délről Balsièges, Saint-Bauzile, Brenoux és Lanuéjols, nyugatról pedig Barjac községekkel határos.

## Városrészek
A középkorban a város a mai történelmi városmagra korlátozódott, mely a katedrális körül alakult ki. Az óvárosnak 5 történelmi negyede (pan) volt: Auriac, Aygues-Passe, Champnau, Chastel és Claustres. Az első három lakónegyed, Chastel (mely a Chastel-Nouvel felé nyíló városkapuról kapta a nevét) kereskedőnegyed, Claustres pedig nevéhez híven egyházi, kolostori negyed volt.
Napjainkban Mende mintegy 4 km hosszúságban nyúlik el a Lot völgyében, számos újabb városrész alakult ki. Ezek a következőek:
- Chaldecoste v. Mende Nord - a városmagtól északra, az Auge-fennsík lábánál. A fennsíkon található az ipari zóna.
- Fontanille - a város keleti részén, a Badaroux-ba vezető út mentén.
- Mende Sud - a Fontanille és a Mimat-hegy közti terület, itt tárták fel az első emberi település nyomait.
- Le Chapitre - a nyugati városrész, elsősorban nyaralók és sportlétesítmények találhatóak itt.
- La route de Balsièges - a nyugat felé haladó N88-as út mentén elsősorban ipari és kereskedelmi jellegű városrész.

## Közlekedés

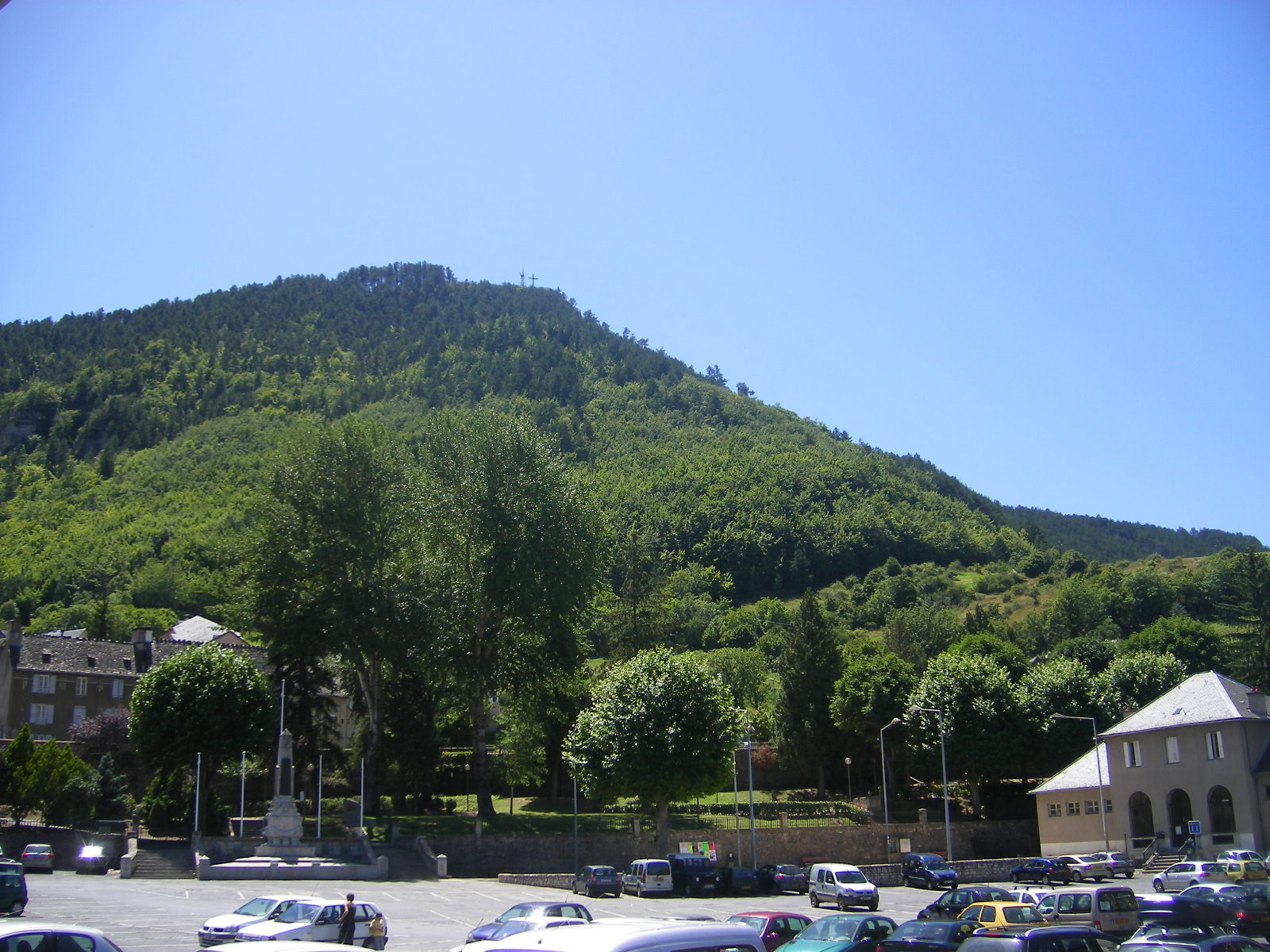
A Mimat-hegy

Mende a megye közlekedési hálózatának központja. Az ország többi részével közúti, vasúti és légi összeköttetése is van.
Mende-on keresztülhalad a Lyont Toulouse-zal összekötő N88-as út, mely Langogne-on keresztül Ardèche és Haute-Loire megyékkel teremt összeköttetést. Nyugat felé 34 km-re keresztezi (Le Monastier-Pin-Moriès-nél) az A75-ös autópályát, mely Párizs és Montpellier között vezet. Az N106-os út Balsièges-en és Floracon keresztül Gard megye irányába vezet, valamint észak felé Saint-Chély-d’Apcherig folytatódik.
Mende a megye keleti és nyugati határán észak-déli irányban futó vasútvonalakat kelet-nyugati irányban összekötő Translozérien vasútvonal (Le Monastier és La Bastide-Puylaurent között) legjelentősebb vasúti állomása. A 77 km hosszú vasútvonal 1884 és 1902 között épült.
A Causse de Mende fennsíkján, Mende és a szomszédos Brenoux község határán található a megye egyetlen, helyi jelentőségű repülőtere (Aérodrome de Mende - Brenoux).

## Közigazgatás
Mende Lozère megye és a Mende-i kerület (arrondissement) székhelye. A község területe két kanton között oszlik meg:
- Mende-Nord: 25,31 km², 6632 fő (1999)
- Mende-Sud: 11,25 km², 5172 fő (1999)

## Történelem

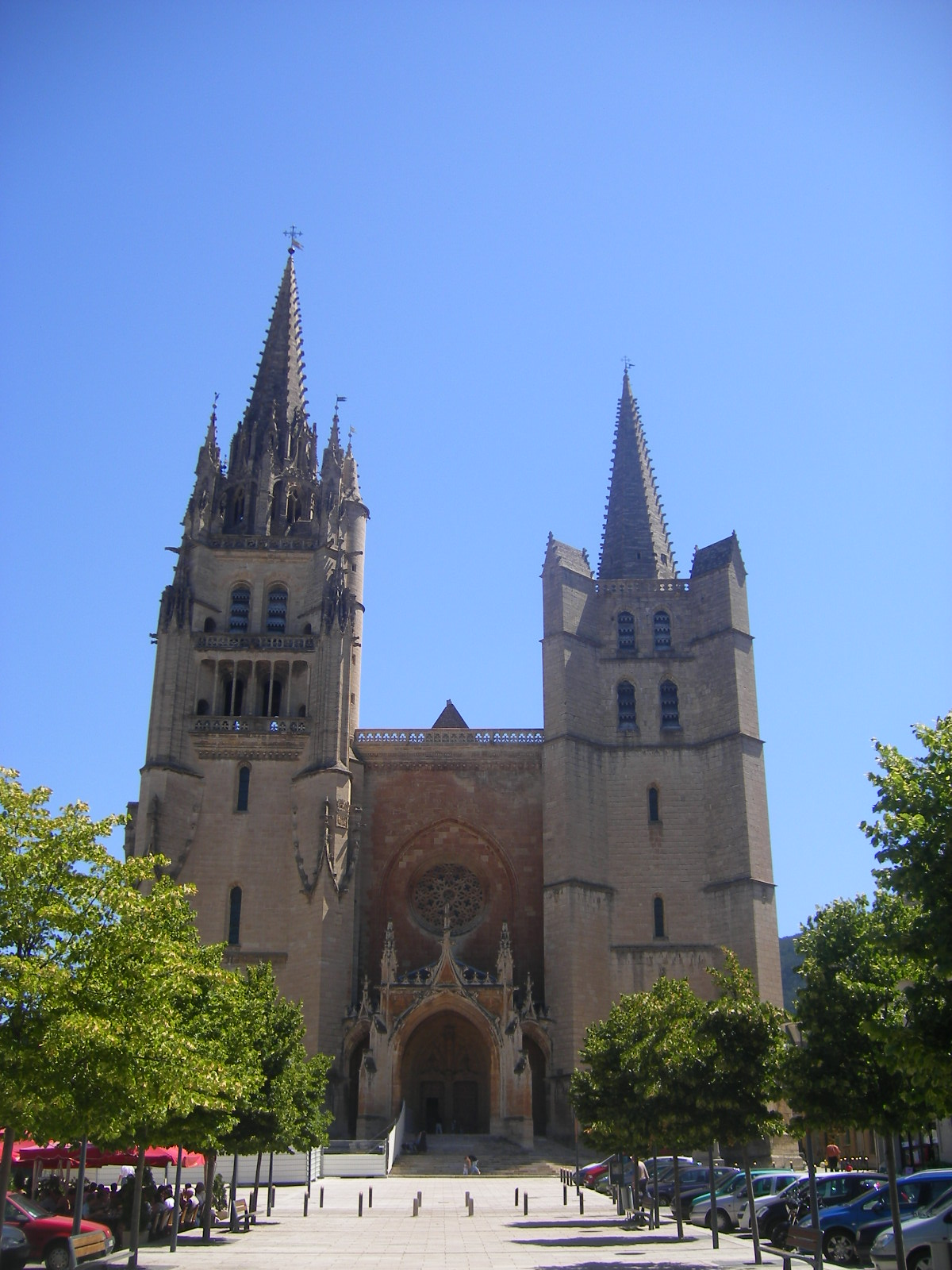
A mende-i székesegyház

Bár a Lot völgye már az ókorban is lakott volt, Mende első írásos említése a római korból származik. A korábbi időszak tanúi a környező fennsíkokon máig fennmaradt dolmenek. A római időszakban Gévaudan Gallia provincia része volt Gabalitanus pagus néven és a gabal nevű népcsoport lakta. Központi településük Anderitum (a mai Javols) volt. 200 körül Mimate néven említik, nevét a Mimat-hegyről kapta. A kereszténység a 3. században jelent meg, első mártírja Szent Privat volt, akit az alemannok öltek meg a Mimat-hegyen. A 3.-4. század fordulóján Clermont első püspöke, Austremoine térítette meg a Massif Central lakosait a keresztény hitnek. Privat (akit Mende első püspökeként avattak szentté) sírja zarándokhellyé vált és   ez a középkorban (a püspöki székhely címével együtt) elősegítettte Mende fejlődését.
III. Aldebert püspök (aki korábban a barcelonai grófok hűbérese volt) 1161-ben püspökségét a francia királynak ajánlotta fel. A megállapodást aranybullával szentesítették.  Cserébe Gévaudan legfőbb hűbérura lett. 1307-től a püspökök egyben Gévaudan grófjai is lettek. A százéves háború idején a várost erődítéssel vették körül (építését 1351-ben kezdték meg). Ebben az időszakban a gévaudani származású V. Orbán ült a pápai trónon és az ő támogatásával kezdték meg Mende gótikus katedrálisának építését 1368-ban.
Az 1470-es években a mende-i püspök, Antoine de la Panouse szembekerült XI. Lajos királlyal, mivel a király ellenlábasát, az armagnac-i grófot támogatta. Ezért egy időre a király megfosztotta a város feletti hatalmától, melyet csak 1478-ban szerzett vissza.

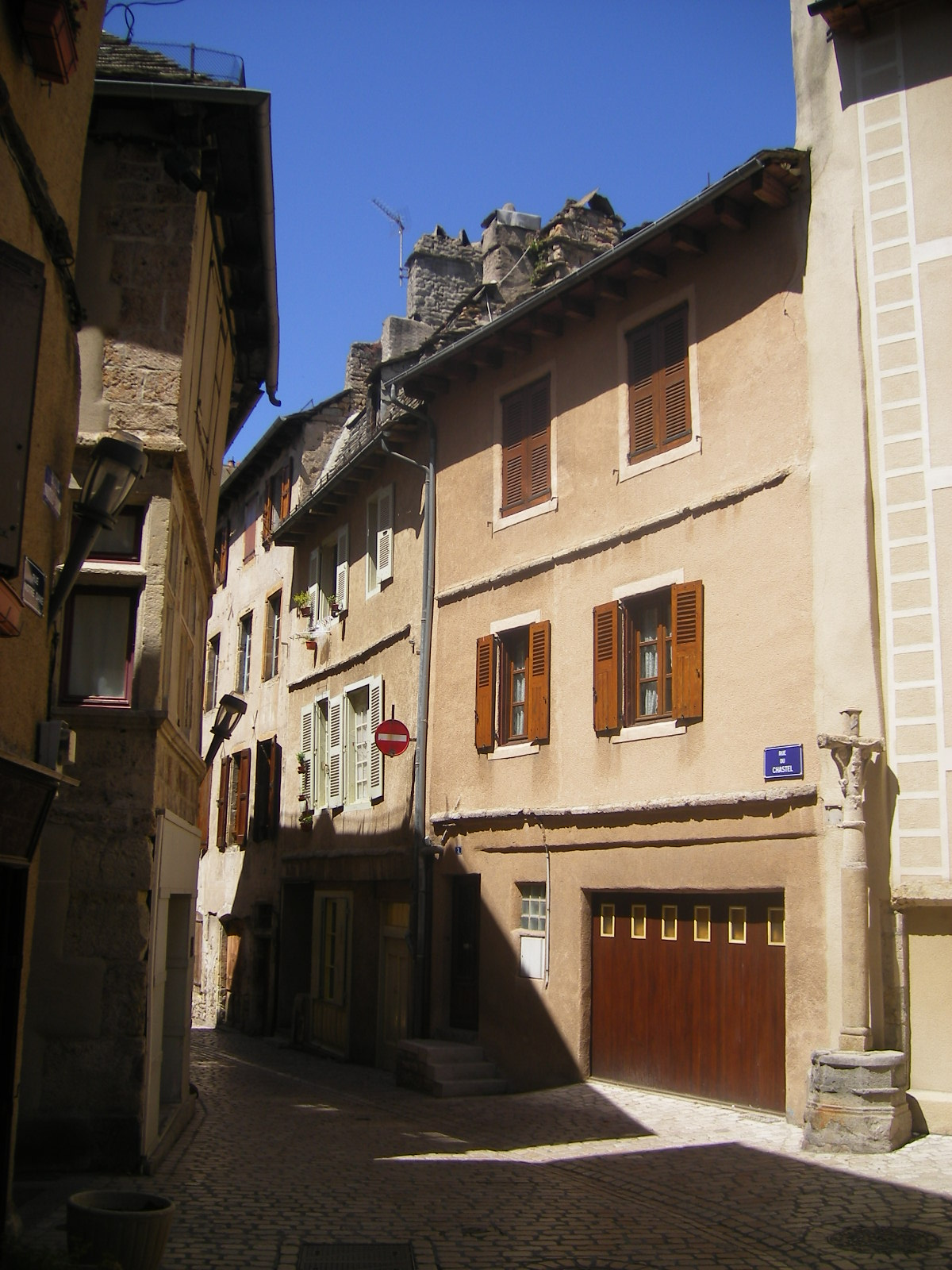
Szűk utcák a mende-i óvárosban

A 16. századra Mende az egyik leggazdagabb dél-franciaországi püspökség központja lett, egyben fontos kereskedelmi központ virágzó textiliparral. 1478-1483 között a későbbi II. Gyula pápa volt a püspöke, majd őt két unokatestvére követte a püspöki székben (Clément és François de la Rovère). A püspökök kastélyt építettek a közeli Balsiègesben.
Az 1560-as években kezdődő vallásháborúk Mende-ot (és egész Gévaudant) sújtották, a tartomány nagy része elpusztult. A Szent Bertalan-éj során meggyilkolt protestáns peyre-i báró özvegye Matthieu Merle hadvezér segítségével bosszúhadjáratot indított a katolikus lakosság ellen (a protestantizmus főként a Cévennekben terjedt el, a Margeride vidéke katolikus maradt). Merle 1569-ben elfoglalta Grèzes várát, innen indítva hadjáratait. Mende-ot 1579 karácsonyán foglalta el, a székesegyház egy részét leromboltatta, a várost pedig erődítménnyel vette körül. Mende-ot 1581-ben IV. Henrik foglalta vissza a hugenotta hadvezértől.
Mende a 17. században újjáépült, a katedrálist és a püspöki hatalmat helyreállították. 1721-ben az utolsó nagy nyugat-európai pestisjárvány a város lakosságát is sújtotta (a ragálynak 1078 halálos áldozata volt). A 18. században fejlődésnek indult a város textilipara (gyapjúfeldolgozás).
1790-ben a tartományi rendszert megszüntetésével létrejött a megyerendszer, Mende is megyeszékhely lett. A püspökök elveszítették világi hatalmukat, 1791-ben Jean-Arnaud de Castellane püspök megtagadta az egyház polgári alkotmányára való esküt és Svájcba menekült (egy évvel később visszatért Franciaországba, ekkor elfogták és kivégezték). Az alkotmányos püspök 1794-ig  Étienne Nogaret lett, majd 1802-ig megszűnt a püspökség. A forradalommal szembeszegülő papok 1792. február 26-án feltüzelték a Mende-környéki parasztokat, akik elfoglalták a várost, kiverték és Marvejolsig üldözték a katonaságot, majd elmaradt munkanapjaik kárpótlásaképpen adót vetettek ki a hazafiakra. Tíz hazafit bebörtönöztek, Nogaret püspököt túszként elfogták, bezárták a jakobinus klubot és több házat leromboltak. 1793 májusában ismét royalista felkelés tört ki a környéken (Lozère és Aveyron megyékben), melyet Marc-Antoine Charrier, a Rendi Gyűlés egykori képviselője vezetett. A felkelést gyorsan leverték, Charriert július 17-én Rodez-ban kivégezték.

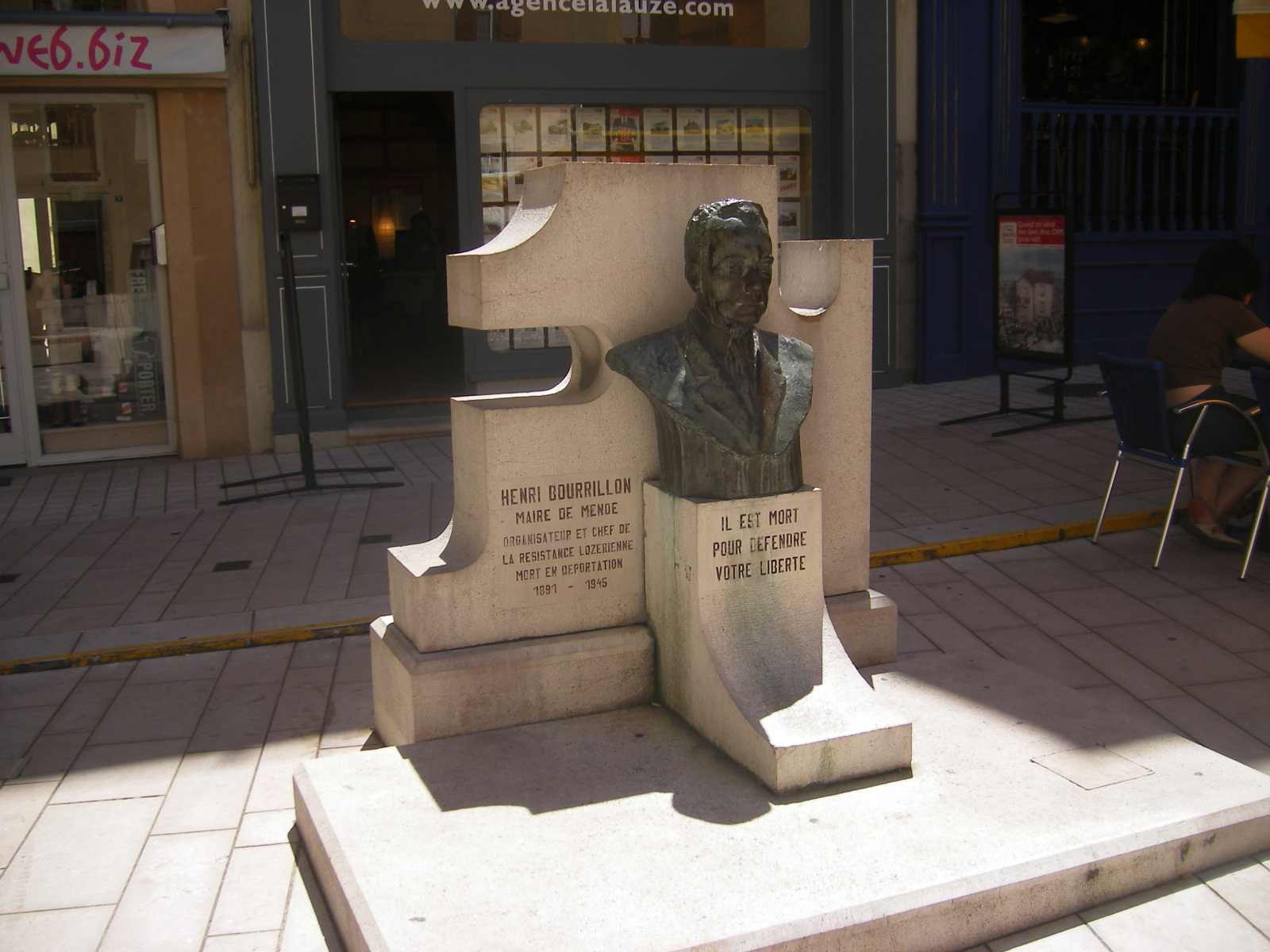
Henri Bourillon emlékműve

1800-ban Mende-ba helyezték a prefektúrát, mely a volt püspöki palotában kapott helyet. A népesség száma az elvándorlás miatt csak lassan növekedett, 1793-ban 5000, 1886-ban 8033 lakosa volt. 1886-1926 között csökkent a lakosságszám (6056-ra), azóta folyamatosan növekszik. A 19. század derekán a környező karsztfennsíkokat feketefenyővel ültették be. 1884. május 3-án megépült a vasút, 1888-ban pedig bevezették az elektromos világítást a városban. A 20. század első felében a város hanyatlásnak indult. 1939-ben a város határában létrehozták a rieucros-i internáló tábort a spanyol polgárháború menekültjeinek.
A második világháború alatt Mende fontos szerepet játszott a francia ellenállásban, mivel a Cévennekben és a Margeride-ban harcoló maquis összekötője volt. A polgármester, Henri Bourillon is szembeszállt a vichy rendszerrel, majd később az ellenállás egyik vezetője lett.
A háború után a város fejlődésnek indult, a Massif Central elnéptelenedésének megakadályozására indított állami erőfeszítések, és az idegenforgalom növekedése révén. Jelenleg (2008) a külterületeken 5 gazdasági aktivitási terület található. A gyapjúipar ma már nem jelentős, a fafeldolgozás a legfontosabb iparág, de az ékszerkészítés is jelen van.

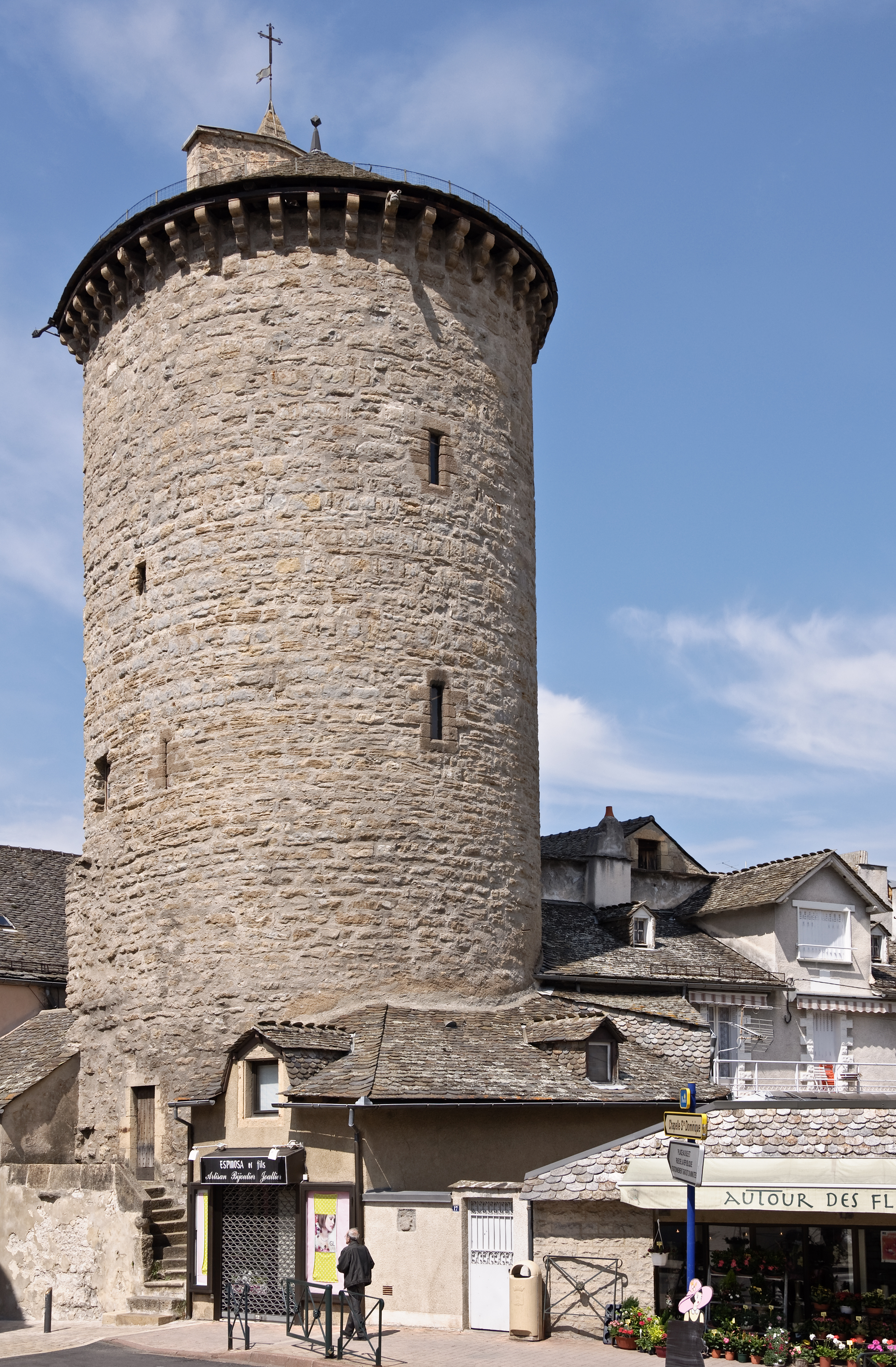
A Tour des Pénitents

## Nevezetességek
- Saint-Privat-katedrális (Cathédrale Notre-Dame-et-Saint-Privat de Mende) - 99 éven keresztül, 1368-1467 között épült gótikus stílusban. 84 m magas harangtornyát François de la Rovère építtette 1508-1512 között. A vallásháborúk idején egy részét lerombolták. Kriptájában nyugszik Szent Privat, a katedrális névadója. Falait 1706 óta aubussoni faliszőnyegek díszítik. A katedrális bejárata előtt, a róla elnevezett téren 1874-ben állították fel V. Orbán pápa szobrát.
- Tour des Pénitents (eredeti nevén Tour d´Auriac) - az 1580-as években épült.
- Pont Notre-Dame - a Lot-folyó felett átívelő kőhíd a 13. században épült.
- Püspöki palota - épült, majd 1800-tól prefektúraként funkcionált. 1887-ben leégett, de újjáépítették.
- Városháza (Hôtel de Ville) - a 18. században épült.
- Mont Mimat - a város fölé magasodó hegyen található Szent Privat kegyhelye és egy kilátó. A középkorban fontos zarándokhely volt, 1793-ban elpusztult, 1850-ben állították helyre.
- L'ancienne maison consulaire - a régi városháza 1578-ban épült, homlokzatán a város címere látható.

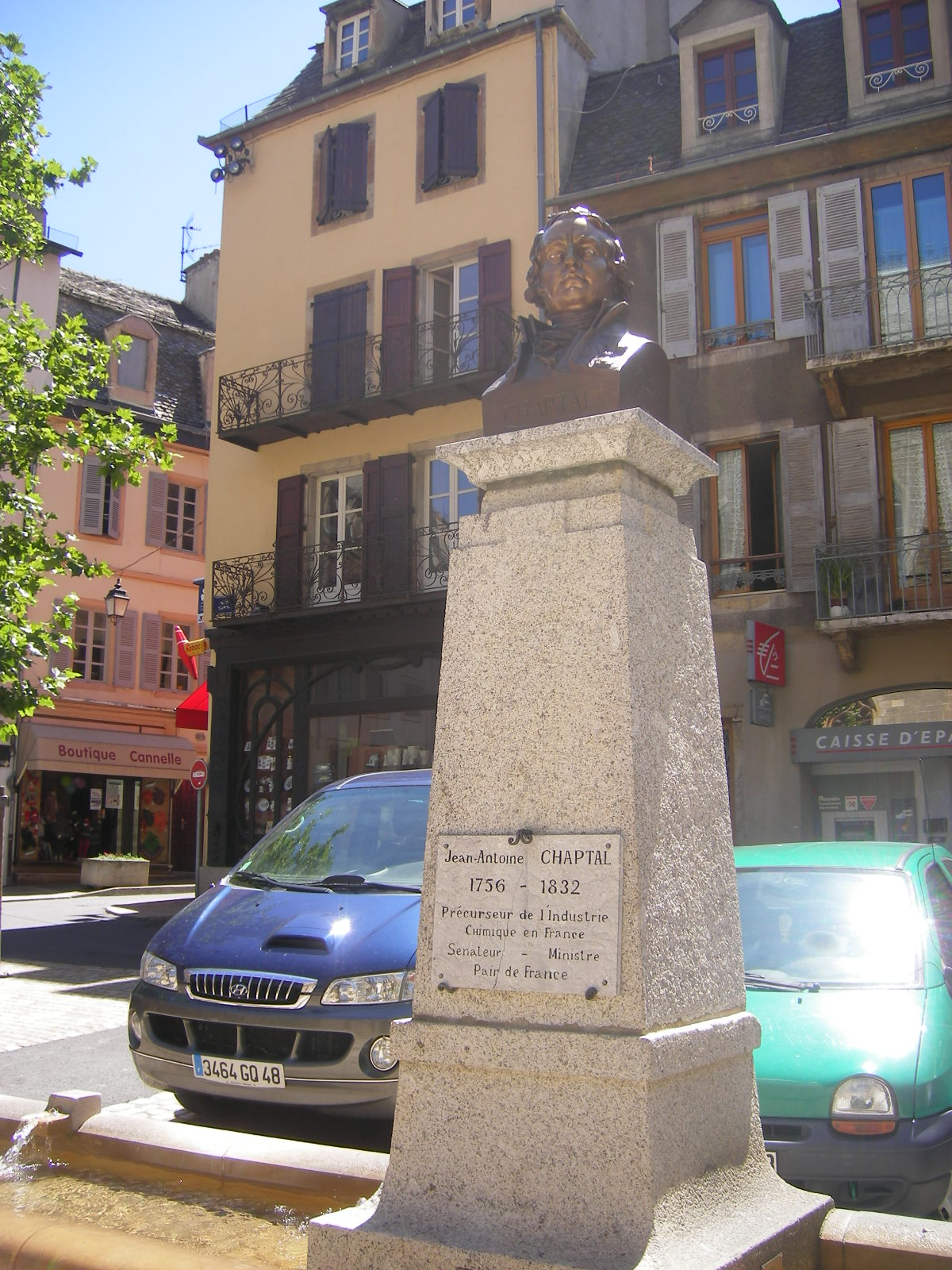
Jean-Antoine Chaptal mellszobra a róla elnevezett téren

## Híres emberek
- Szent Privat (+260 körül) - keresztény vértanú, a város első püspöke.
- V. Orbán pápa (1310-1370) -
- Jean-Antoine Chaptal (1756-1832) - vegyész, a közeli Badaroux-ban született.
- Henri Bourillon (1891-1945) - polgármester, a Francia Ellenállás egyik vezetője

## Testvérvárosok
- Wunsiedel, Németország
- Volterra, Olaszország
- Vila Real, Portugália

## Kapcsolódó szócikk
- Lozère megye községei